# Župnija Hinje
Župnija Hinje je rimskokatoliška teritorialna župnija dekanije Kočevje škofije Novo mesto.
Do 7. aprila 2006, ko je bila ustanovljena škofija Novo mesto, je bila župnija del nadškofije Ljubljana.
STARA ŽUPNIJSKA CERKEV
Stara župnijska cerkev župnije Hinje je stala v sredini še obstoječega pokopališča na Hribu pri Hinjah. Požgana je bila okrog 14. januarja 1945.

### Farne spominske plošče v župniji Hinje
V župniji Hinje so postavljene Farne spominske plošče, na katerih so imena vaščanov iz okoliških vasi (Hinje, Hrib, Klopce, Lazina, Lopata, Pleš, Prevole, Ratje, Sela, Smuka, Veliko Lipje, Visejec, Vrh in Žvirče), ki so padli nasilne smrti na protikomunistični strani v letih 1942-1945. Skupno je na ploščah 181 imen.